# Barbara Bel Geddes
Barbara Bel Geddes (New York, 31 ottobre 1922 – Northeast Harbor, 8 agosto 2005) è stata un'attrice statunitense.

## Biografia

### Teatro

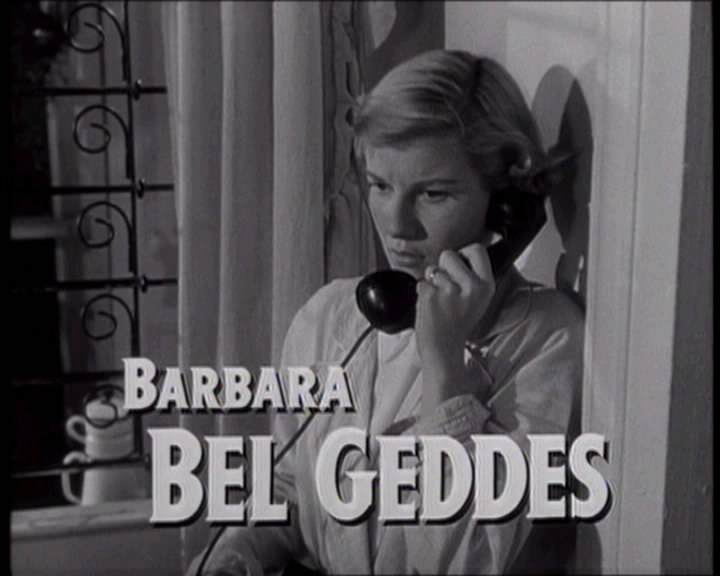
Barbara Bel Geddes nel trailer di Bandiera gialla (1950) di Elia Kazan

Figlia del disegnatore industriale e teatrale Norman Bel Geddes e di Helen Bell, Barbara Bel Geddes iniziò la carriera artistica in teatro a soli 18 anni, divenendo ben presto una delle star più apprezzate delle principali produzioni di Broadway. La sua più rilevante interpretazione fu senz'altro quella di "Maggie" in La gatta sul tetto che scotta (1956), riduzione teatrale del celebre lavoro di Tennessee Williams, per la regia di Elia Kazan. L'attrice fornì un'altra prova di rilievo nella commedia di Jean Kerr Mary, Mary (1961). Le due interpretazioni le valsero altrettante nomination ai Tony Award. Recitò, tra l'altro, anche in La vergine sotto il tetto di Hugh Herbert e in lavori di John Steinbeck e Edward Albee.

### Cinema
La sua carriera cinematografica ebbe inizio con il film La disperata notte (1947) di Anatole Litvak, in cui recitò a fianco di Henry Fonda. Nel 1948 ottenne la candidatura all'Oscar alla miglior attrice non protagonista per il ruolo di Katrin Hanson nel melodramma Mamma ti ricordo di George Stevens. In seguito prese parte a film importanti, ovvero Nella morsa (1949) di Max Ophüls, Bandiera gialla (1950) di Elia Kazan e 14ª ora (1951) di Henry Hathaway.
Indagata per attività antiamericane, l'attrice sospese per alcuni anni il suo impegno artistico; ciò non le impedì di tornare sulle scene con rinnovato slancio, comparendo in quattro episodi della serie televisiva Alfred Hitchcock presenta tra il 1958 e il 1960. Lo stesso Hitchcock la richiamò nel 1958 per offrirle una buona parte in La donna che visse due volte, dove l'attrice interpreta il ruolo della tipica ragazza della porta accanto, quella dell'amica del protagonista (James Stewart), del quale è chiaramente innamorata. In seguito apparve nel musical di stampo jazzistico I cinque penny (1959) di Melville Shavelson, accanto a Danny Kaye e Louis Armstrong. In quegli anni prese parte anche ai film drammatici Jovanka e le altre (1960) di Martin Ritt, con Silvana Mangano, e Ossessione amorosa (1961) di John Sturges, accanto a Lana Turner, dopodiché l'attrice diradò le apparizioni sul grande schermo.

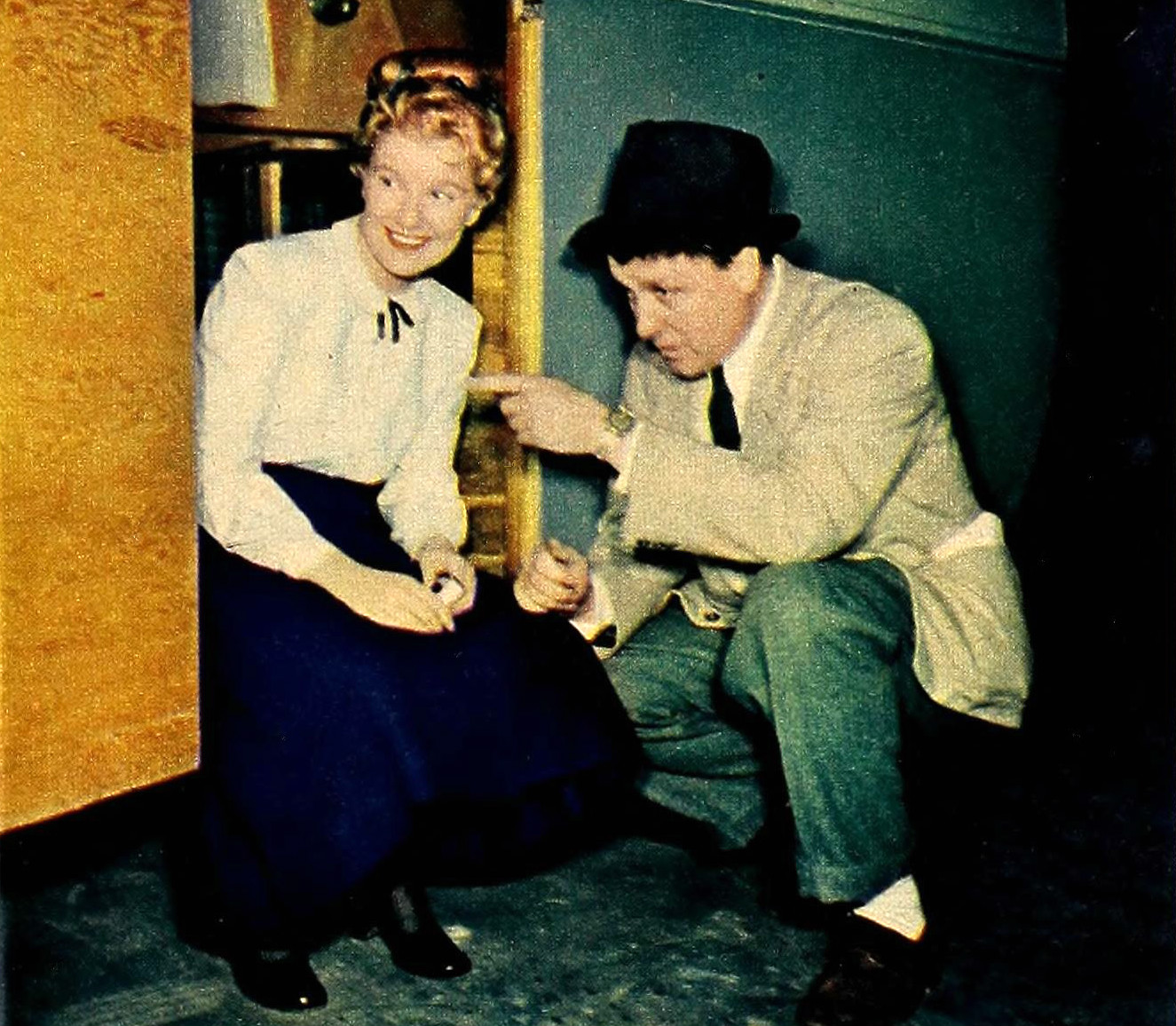
La Bel Geddes col regista George Stevens nel 1948 sul set di Mamma ti ricordo

L'attrice vinse anche numerosi premi per la sua attività teatrale fra i quali il Theatre World Award, il Clarence Derwent Award nel 1946 e il Donaldson Award; nel 1952 le fu assegnato il Woman of the Year Award dall'antica istituzione teatrale della Harvard University. Nel 1993 entrò a far parte dell'ambito American Theater Hall of Fame del Gershwin Theatre di Manhattan insieme al padre Norman.

### L'esperienza diDallas
Dopo un paio di fugaci apparizioni al cinema nel 1971, Bel Geddes nel 1978 firmò un contratto con il network TV CBS per recitare nel serial Dallas girato al Southfork Ranch dove le fu affidato il ruolo di Miss Ellie Ewing, matriarca di una famiglia di petrolieri texani, gli Ewing. La serie, di grande successo mondiale, la vide protagonista ininterrotta dal 1978 fino al 1990 e il ruolo di "Miss Ellie" le consentì di vincere, unica fra gli attori del serial, il Premio Emmy ed il Golden Globe. Di lei disse Larry Hagman, protagonista della serie nel ruolo di suo figlio, il perfido J.R. Ewing: "Era la roccia del serial, il collante che teneva tutto assieme..." e ancora: "la ragione per cui decisi di prendere parte alla soap era che mi dissero che sulla scena avrei dovuto interpretare il ruolo del figlio di Barbara Bel Geddes".
L'attrice portò sulla scena di Dallas anche il suo dramma personale; fu operata infatti all'inizio degli anni '70 per un tumore al seno e, nella serie del telefilm andata in onda nel biennio 1979-1980, il suo personaggio dovette affrontare la stessa malattia. 
Nel 1983, Barbara Bel Geddes fu sottoposta a un intervento di bypass coronarico e dovette saltare la stagione 1983-1984 della serie. L'anno seguente decise comunque di non rientrare più sul set; fu così che i produttori, per la stagione 1984-1985, la sostituirono con Donna Reed. Tuttavia, per far fronte al declino di audience del telefilm, sorpassato nel frattempo dal prodotto concorrente Dynasty e dall'uscita dal cast di Patrick Duffy ("Bobby Ewing"), la produzione giunse a un rinnovato accordo con Bel Geddes, che rientrò nella stagione successiva.

### Scrittura
Fu anche scrittrice di letteratura per l'infanzia con due pubblicazioni: I Like to Be Me e So Do I.

### Morte
Ritiratasi negli ultimi anni nel Maine, morì per un tumore polmonare all'età di 82 anni.

## Vita privata
Sposatasi nel 1944 con l'impresario teatrale Carl Sawyer, ebbe una figlia, Susan; i due divorziarono nel 1951 e l'attrice si risposò con il direttore di scena Windsor Lewis dal quale ebbe un'altra figlia, Betsy. Nel 1967 si ritirò dalle scene per assistere il marito gravemente ammalato fino alla morte di lui, avvenuta nel 1972. 

## Filmografia parziale

### Cinema
- La disperata notte (The Long Night), regia di Anatole Litvak (1947)
- Mamma ti ricordo (I Remember Mama), regia di George Stevens (1948)
- Sangue sulla luna (Blood on the Moon), regia di Robert Wise (1948)
- Nella morsa (Caught), regia di Max Ophüls (1949)
- Bandiera gialla (Panic in the Streets), regia di Elia Kazan (1950)
- 14ª ora (Fourteen Hours), regia di Henry Hathaway (1951)
- La donna che visse due volte (Vertigo), regia di Alfred Hitchcock (1958)
- I cinque penny (The Five Pennies), regia di Melville Shavelson (1959)
- Jovanka e le altre (5 Branded Women), regia di Martin Ritt (1960)
- Ossessione amorosa (By Love Possessed), regia di John Sturges (1961)
- Summertree, regia di Anthony Newley (1971)
- L'idolo (The Todd Killings), regia di Barry Shear (1971)

### Televisione
- Alfred Hitchcock presenta (Alfred Hitchcock Presents) – serie TV, episodi 3x24-3x28-4x19-6x10 (1958-1960)
- Avventure lungo il fiume (Riverboat) – serie TV, episodio 1x01 (1959)
- Il dottor Kildare (Dr. Kildare) – serie TV, episodio 4x22 (1965)
- Daniel Boone – serie TV, episodio 5x25 (1969)
- I piloti di Spencer (Spencer's Pilots) – serie TV, episodio 1x07 (1976)
- Our Town, regia di George Schaefer – film TV (1977)
- Dallas – serie TV, 295 episodi (1978-1990)

## Riconoscimenti
- Premio Oscar

1949 – Candidatura come migliore attrice non protagonista per Mamma ti ricordo di George Stevens.
- Golden Globe
- Miglior attrice in una serie drammatica, per Dallas (1982)

Nomination:
- Miglior attrice in una serie drammatica, per Dallas (1980)
- Miglior attrice in una serie drammatica, per Dallas (1981)

- Premio Emmy
- Miglior attrice protagonista in una serie drammatica, per Dallas (1981).

Candidatura:
- Miglior attrice protagonista in una serie drammatica, per Dallas (1979)
- Miglior attrice protagonista in una serie drammatica, per Dallas (1980)

- Tony Award
- Candidatura miglior attrice protagonista, per La gatta sul tetto che scotta (1956)
- Miglior attrice protagonista, per Mary, Mary (1961)

- Soap Opera Digest Awards
- Miglior attrice protagonista in una soap-opera, per Dallas (1984)

Candidatura:
- Miglior attrice non protagonista in una soap-opera, per Dallas (1986)
- Miglior attrice non protagonista in una soap-opera, per Dallas (1988)

- Goldene Kamera

Personaggio dell'anno 1985

## Doppiatrici italiane
- Rosetta Calavetta in La disperata notte, Sangue sulla luna
- Maria Pia Di Meo in I cinque penny, La donna che visse due volte
- Clelia Bernacchi in Bandiera gialla
- Miranda Bonansea in 14ª ora
- Rita Savagnone in Jovanka e le altre
- Gabriella Genta in Dallas
- Livia Giampalmo in Presi nella morsa (doppiaggio tardivo)
- Rossella Acerbo in Mamma ti ricordo (ridoppiaggio)
- Anna Rita Pasanisi in La donna che visse due volte (ridoppiaggio)
- Cristina Grado in Dallas (ridoppiaggio parziale 2005)
- Antonella Giannini in Dallas (ridoppiaggio parziale 2008)